# Tequesquite
El tequesquite, tequexquite o tequixquitl (del nàhuatl tetl, 'pedra'; quixquitl, 'brollant', 'Pedra que surt per si sola, eflorescent') és una sal mineral natural, utilitzada a Mèxic des de temps prehispànics principalment com a assaonador d'aliments.
Químicament és una roca alcalina composta per diversos minerals, que canvia la proporció d'acord amb el lloc on s'obtingui. Està compost principalment per bicarbonat de sodi, i sal comuna (clorur de sodi), però també conté carbonat de potassi, sulfat de sodi i argila. La seva aparença és la de sal comuna de taula en gra gruixut, però amb un color grisenc.
Es classifica en quatre tipus: espumilla, confitillo, cascarilla i polvillo. Els dos primers, que són les millors, s'obtenen de la recessió de les aigües, i les altres dues d'eflorescències naturals. Aquestes darreres tenen més terra i són més brutes, per la qual cosa es prefereixen les altres dues.
En la indústria també és usada com a saponificador de greixos, per fabricar sabó i per preparar llenços.
Algunes localitats a Mèxic on es troba tequesquite són el llac de Texcoco, Tequixquiac i Tequexquinahuac a l'estat de Mèxic, la Llacuna de Tequesquitengo a l'estat de Morelos, Nopalucan i Tequexquitla, a l'estat de Tlaxcala, Tequisquiapan, a l'estat de, Tequesquite, a l'estat de Jalisco, llacuna de Totolcingo a l'estat de Puebla i La Salada, a l'estat de Zacatecas. Alguns d'aquests llocs originen el nom a la paraula tequesquite.
De vegades es confon al tequesquite amb la sal nitro, però la seva composició química és totalment diferent.

## Història
A l'època dels asteques, s'obtenia del llac de Texcoco, especialment a l'època de sequera. Aquest llac és d'aigua salada, i quan el nivell de les aigües del llac baixava o retrocedien, en evaporar-se l'aigua quedava com a sediment en alguns pous la sal del tequesquite. També es trobava com a formació natural eflorescent, que sortia del sòl per capil·laritat. Un altre lloc abundant en sals era la població d'Iztapalapa, que també comerciaven amb la sal. Cal anotar que per als asteques, la sal era un luxe, així que les classes baixes feien servir tequesquite en els seus guisats.
Actualment, és possible comprar-la als mercats d'algunes localitats de Mèxic, ja que és un ingredient encara utilitzat en diversos platerets. Tot i això, és possible substituir-lo per bicarbonat de sodi i sal de taula, encara que la tradició dicta que el sabor del tequesquite no pot ser substituït.

## A l'alimentació
El tequesquite té diversos usos com a ingredient de platerets típics mexicans. Principalment s'usa en els productes fets de blat de moro, com per exemple els tamales, doncs accentua el seu sabor. Els elotes i esquites normalment es bullen amb ell. També s'usa per cuinar nopals i altres verdures, ja que conserva el seu color verd brillant, per suavitzar el guisat de fesols secs, i com a estovador de carn, de forma similar al bicarbonat de sodi.
És possible usar-lo com a llevat. Per preparar-la es bull la closca de deu tomàquets verds amb una pedra de tequesquite en una tassa d'aigua. Quan la pedra s'ha dissolt i l'aigua ha bullit es retira del foc i es deixa reposar. Quan és freda es cola i s'afegeix a la massa. Una altra recepta indica el mateix procediment, però usant 15 grams de tequesquite, 15 closques de tomàquets verds i 1/4 l d'aigua. També pot usar-se com a llevant al tequesquite sol, les closques soles o una combinació de tots dos, la qual cosa fa lefecte del llevat encara més gran.
També se'n pot fabricar vinagre, afegint-lo al pulque i escalfant-lo però sense que bulli. Després es deixa fermentar per dos o tres dies. Depenent de la seva qualitat, és a dir de la quantitat de terra que contingui, cal o no colar després de bullir en aigua.
També s'usa en l'elaboració del color blau cobalt i del taronja que s'empra per decorar peces artesanals, especialment a la talavera poblana.